# Jay & the Americans
Jay & the Americans war eine US-amerikanische Pop-Gesangsgruppe, die ursprünglich 1959 in New York als Harbor-Lites gegründet wurde. Sie wurden vom Autorenteam Jerry Leiber und Mike Stoller entdeckt und gefördert und hatten von 1962 bis 1970 zahlreiche Hits in den USA, darunter vier Top-10-Hits. Ihr größter Erfolg Cara mia konnte sich 1965 auch in Deutschland in den Charts platzieren.

## Bandgeschichte
Als die Mystics um 1960 schon erste Auflösungserscheinungen zeigten, war John „Jay“ Traynor kurzzeitig als Sänger dabei. Nach dem Aus schloss er sich mit Sandy Yaguda, Kenny Rosenberg und Howie Kirshenbaum zu einem Gesangsquartett zusammen. Sie reichten eine Aufnahme von Wisdom of a Fool von den Five Keys bei einem Label ein und wurden daraufhin 1961 von den Produzenten und Songwritern Jerry Leiber und Mike Stoller für United Artists Records (einem Tochterunternehmen der Filmgesellschaft United Artists) unter Vertrag genommen. Leiber und Stoller gaben ihnen auch den Namen Americans und machten Jay Traynor zum Leadsänger. Im selben Jahr veröffentlichten sie als Debütsingle unter dem Namen Jay & the Americans eine Aufnahme von Tonight, einer Komposition von Leonard Bernstein und Stephen Sondheim aus der West Side Story. Es machte sie zwar lokal bekannt, national kamen sie aber gegen die zur gleichen Zeit erfolgreiche Version von Ferrante & Teicher nicht an. Die zweite Single Dawning drohte ebenfalls ein Flop zu werden, dann entdeckte aber ein Radio-DJ in San Francisco die B-Seite She Cried und machte sie bekannt. Das Lied breitete sich in den Staaten aus und erreichte schließlich Platz 5 der US-Charts.
Versuche an den Erfolg anzuknüpfen schlugen aber fehl und die folgenden Singles floppten erneut. Dann überwarf sich Traynor auch noch mit Yaguda und verließ die Band. Leiber und Stoller holten David Blatt als neuen Leadsänger und zusätzlich noch den Gitarristen Marty Kupersmith dazu. Um den Bandnamen beibehalten zu können, nannte sich Blatt „Jay Black“. Auch die anderen vier Mitglieder hatten Künstlernamen angenommen: Yaguda nannte sich Sandy Deane, Kirshenbaum wurde Howie Kane, Rosenberg wurde bekannt als Kenny Vance und Kupersmith nahm den Namen Marty Sanders an. Auch in der neuen Formation brauchten sie mehrere Anläufe für einen weiteren Hit. Only in America brachte sie 1963 zum zweiten Mal in die Hot 100. Es war der einzige Hit der Band, den Leiber und Stoller mitgeschrieben hatten. Ursprünglich war der Song für die Drifters geschrieben worden, man fand aber, dass er besser zu den „Americans“ passte als zu der schwarzen Gesangsgruppe. Im Jahr darauf erreichten sie mit Come a Little Bit Closer ihre höchste Chartplatzierung: Das Lied kam bis auf Platz 3.
Von da an konnten sie sich regelmäßig in den Charts platzieren. Mantovanis Popklassiker Cara mia aus den 1950ern war eigentlich kein typischer Song für sie, brachte ihnen aber 1965 ihre dritte Top-10-Platzierung. Erst aufgrund von Zuschauerpost, nachdem sie es bei einem Fernsehauftritt gesungen hatten, wurde es überhaupt auf Single veröffentlicht und zuerst auch nur als B-Seite. Das Lied machte das Quintett sogar in Europa bekannt und brachte sie unter anderem in Deutschland und den Niederlanden in die Charts. 1980 entdeckte der DJ Frits Spits das Lied wieder und verhalf dem „Oldie“ über seine Sendung Avondspits zu nachträglichen Nummer-eins-Platzierungen in den niederländischen und belgischen Charts.
Daneben hatten sie eine Reihe weiterer Hits, teilweise Coverversionen, teilweise eigene Songs. Sunday and Me, das 1965 Platz 18 erreichte, hatte Neil Diamond für sie geschrieben und war dessen erster Erfolg, bevor er selbst ein bekannter Sänger wurde. Livin’ Above Your Head war von drei Bandmitgliedern geschrieben worden und erreichte 1966 immerhin Platz 76. Der Musical-Song Some Enchanted Evening und das Roy-Orbison-Cover Crying brachte ihnen zwei weitere Top-40-Platzierungen. In dieser Zeit waren auch Walter Becker und Donald Fagen, die in den 1970ern als Steely Dan bekannt wurden, als Studio- und Tourmusiker dabei.
In der zweiten Hälfte der 60er versuchten sie, mit den musikalischen Entwicklungen wie dem Psychedelic Rock mitzuhalten, hatten damit aber wenig Erfolg und über ein Jahr gelang ihnen kein einziger Charthit mehr. Erst mit dem Album Sands of Time, ihrem erfolgreichsten Studioalbum, das sie komplett selbst produzierten, und der Rückkehr zu Coverversionen und früheren Klängen ging es wieder aufwärts. Ende 1968 veröffentlichten sie This Magic Moment, ursprünglich von den Drifters, und erreichten damit zum vierten Mal die Top 10. Ihre Aufnahme verkaufte doppelt so viele Exemplare wie das 8 Jahre alte Original und wurde ihr einziger Millionenseller (Goldene Schallplatte). Hushabye, der größte Hit der Mystics, der alten Band von Namensgeber Jay Traynor, brachte eine weitere Chartplatzierung. Beide Lieder waren von Doc Pomus und Mort Shuman geschrieben worden. Mit dem Phil-Spector-Song Walkin’ in the Rain hatten sie 1969 noch einen Top-20-Hit und Capture the Moment, der zweite Charthit, an dem zwei Bandmitglieder zumindest als Co-Autoren beteiligt waren, beendete 1970 ihre Reihe von 18 Charthits in den Hot 100.
Gut 10 Jahre lang war ihnen auch das Label United Artists treu geblieben, dort orientierte man sich aber neu und kürzte das Budget und Jay & the Americans verloren ihren Plattenvertrag. Bis 1974 traten sie noch gemeinsam auf, dann trennte sich die Band. Jay Black machte unter dem Bandnamen und später auch solo weiter und veröffentlichte noch weitere Aufnahmen. Kenny Vance wurde ebenfalls Solomusiker und war unter anderem musikalischer Leiter bei Saturday Night Live in den 1980ern. Außerdem war er musikalisch und auch in kleineren Rollen als Schauspieler im Filmgeschäft aktiv. Marty Sanders machte als Gitarrist und Songwriter weiter und war an Joan Jetts Millionenseller Bad Reputation (bekannt aus Shrek – Der tollkühne Held) und mit Sandy Deane am Text von Words von F. R. David beteiligt. Deane arbeitete außerdem als Musikproduzent.
Im Jahr 2002 wurden Jay & the Americans in die Vocal Group Hall of Fame aufgenommen.
2006 musste Jay Black wegen hoher Spielschulden Insolvenz anmelden und verkaufte deshalb die Namensrechte am Bandnamen an Sandy Deane. Dieser fand mit John Reincke einen neuen Sänger und belebte zusammen mit Kane und Sanders Jay & the Americans für Auftritte bei Oldies-Veranstaltungen wieder neu.

## Mitglieder
- John „Jay“ Traynor (* 30. März 1943 in Albany, New York; † 2. Januar 2014 in Tampa/Florida an Leberkrebs), Leadsänger (bis 1962)
- Jay Black (eigentlich David Blatt, * 2. November 1938 in New York; † 22. Oktober 2021), Leadsänger (ab 1962)
- Sandy Deane (eigentlich Louis S. Yaguda, * 31. Januar 1940 in New York), Sänger
- Howie Kane (eigentlich Howard Kirshenbaum, * 6. Juni 1940 in New York), Sänger
- Kenny Vance (eigentlich Kenny Rosenberg, * 9. Dezember 1943 in New York), Sänger
- Marty Sanders (eigentlich Martin Joe Kupersmith, * 28. Februar 1940 in New York), Gitarrist (ab 1962)

## Diskografie

### Alben
| Jahr | Titel                              | Höchstplatzierung, Gesamtwochen, AuszeichnungChartsChartplatzierungen (Jahr, Titel, Platzierungen, Wochen, Auszeichnungen, Anmerkungen) | Anmerkungen                                         |
| Jahr | Titel                              | US | Anmerkungen                                         |
| ---- | ---------------------------------- | --- | --------------------------------------------------- |
| 1964 | Come a Little Bit Closer           | US131 (4 Wo.)US | Produzenten: Jerry Leiber, Mike Stoller, Artie Ripp |
| 1965 | Blockbusters                       | US113 (17 Wo.)US | Produzenten: Gerry Granahan; Artie Ripp             |
| 1965 | Jay & the Americans Greatest Hits! | US21 (20 Wo.)US | Best-of-Album                                       |
| 1966 | Sunday and Me                      | US141 (4 Wo.)US | Produzent: Gerry Granahan                           |
| 1969 | Sands of Time                      | US51 (21 Wo.)US | Produzenten: Jay & the Americans                    |
| 1970 | Wax Museum                         | US105 (11 Wo.)US | Produzenten: Jay & the Americans, Thomas Kaye       |

Weitere Alben
- She Cried (1962)
- Livin’ Above Your Head (1966)
- Try Some of This! (1967)
- Wax Museum Vol. 2 (1970)
- Capture the Moment (1970)

### Singles
| Jahr | Titel                                                     | Höchstplatzierung, Gesamtwochen, AuszeichnungChartplatzierungen (Jahr, Titel, Platzierungen, Wochen, Auszeichnungen, Anmerkungen) | Höchstplatzierung, Gesamtwochen, AuszeichnungChartplatzierungen (Jahr, Titel, Platzierungen, Wochen, Auszeichnungen, Anmerkungen) | Anmerkungen                                                                                      |
| Jahr | Titel                                                     | DE | US | Anmerkungen                                                                                      |
| ---- | --------------------------------------------------------- | --- | --- | ------------------------------------------------------------------------------------------------ |
| 1962 | She Cried                                                 | — | US5 (14 Wo.)US | einziger Charthit mit Jay Traynor als Sänger Autoren: Greg Richards, Ted Daryll                  |
| 1963 | Only in America Come a Little Bit Closer                  | — | US25 (11 Wo.)US | Autoren: Jerry Leiber, Mike Stoller, Barry Mann, Cynthia Weil                                    |
| 1963 | Come Dance with Me Come a Little Bit Closer               | — | US76 (8 Wo.)US | Autoren: Tony Powers, Matt Maurer                                                                |
| 1964 | Come a Little Bit Closer                                  | — | US3 (15 Wo.)US | Autoren: Tommy Boyce, Bobby Hart, Wes Farrell · UK: Silber                                       |
| 1964 | Let’s Lock the Door (And Throw Away the Key) Blockbusters | — | US11 (10 Wo.)US | Autoren: Roy Alfred, Wes Farrell                                                                 |
| 1965 | Think of the Good Times Blockbusters                      | — | US57 (8 Wo.)US | Autoren: Roy Alfred, Wes Farrell                                                                 |
| 1965 | Cara mia Blockbusters                                     | DE30 (1 Wo.)DE | US4 (13 Wo.)US | 1954 ein Hit für David Whitfield Autoren: Tulio Trapani, Lee Lange                               |
| 1965 | Some Enchanted Evening Jay & the Americans Greatest Hits! | — | US13 (10 Wo.)US | aus dem Musical South Pacific (1949) Musik: Richard Rodgers, Text: Oscar Hammerstein II          |
| 1965 | Sunday and Me                                             | — | US18 (8 Wo.)US | Autor: Neil Diamond (sein erster Erfolg als Songwriter)                                          |
| 1966 | Why Can’t You Bring Me Home Sunday and Me                 | — | US63 (6 Wo.)US | Autoren: Al Kasha, Joel Hirschhorn, Wes Farrell                                                  |
| 1966 | Crying Sunday and Me                                      | — | US25 (6 Wo.)US | 1963 ein Hit in Großbritannien für Roy Orbison Autoren: Roy Orbison, Joe Melson                  |
| 1966 | Livin’ Above Your Head                                    | — | US76 (5 Wo.)US | erster von der Band selbst geschriebener Charthit Autoren: Marty Sanders, Kenny Vance, Jay Black |
| 1966 | (He’s) Raining in My Sunshine Try Some of This!           | — | US90 (4 Wo.)US | Autoren: Gene Allan, Ron Dante                                                                   |
| 1968 | This Magic Moment Sands of Time                           | — | US6 Gold · (14 Wo.)US | 1960 ein Hit für die Drifters Autoren: Doc Pomus, Mort Shuman                                    |
| 1969 | When You Dance Sands of Time                              | — | US70 (5 Wo.)US | Autor: Andrew Jones                                                                              |
| 1969 | Hushabye Sands of Time                                    | — | US62 (7 Wo.)US | 1959 ein Top-20-Hit für die Mystics Autoren: Doc Pomus, Mort Shuman                              |
| 1969 | Walkin’ in the Rain Wax Museum                            | — | US19 (15 Wo.)US | Autoren: Phil Spector, Barry Mann, Cynthia Weil                                                  |
| 1970 | Capture the Moment                                        | — | US57 (6 Wo.)US | Autoren: Richard Reicheg, Kenny Vance, Martin Kupersmith                                         |

Weitere Singles
- Tonight (1961, aus dem Musical West Side Story)
- This Is It (1962)
- Yes (1962)
- What’s the Use (1963)
- To Wait for Love (1964)
- You Ain’t As Hip As All That Baby (1967)
- (We’ll Meet in The) Yellow Forest (1967)
- French Provincial (1967)
- No Other Love (1968, aus dem Musical Me and Juliet)
- You Ain’t Gonna Wake Up Cryin’ (1968)
- (I’d Kill) For the Love of a Lady (1969)
- Do I Love You? (1970)
- There Goes My Baby (1971)